# Sindi (Estônia)
Sindi é um município urbano estoniano localizado na região de Pärnumaa.

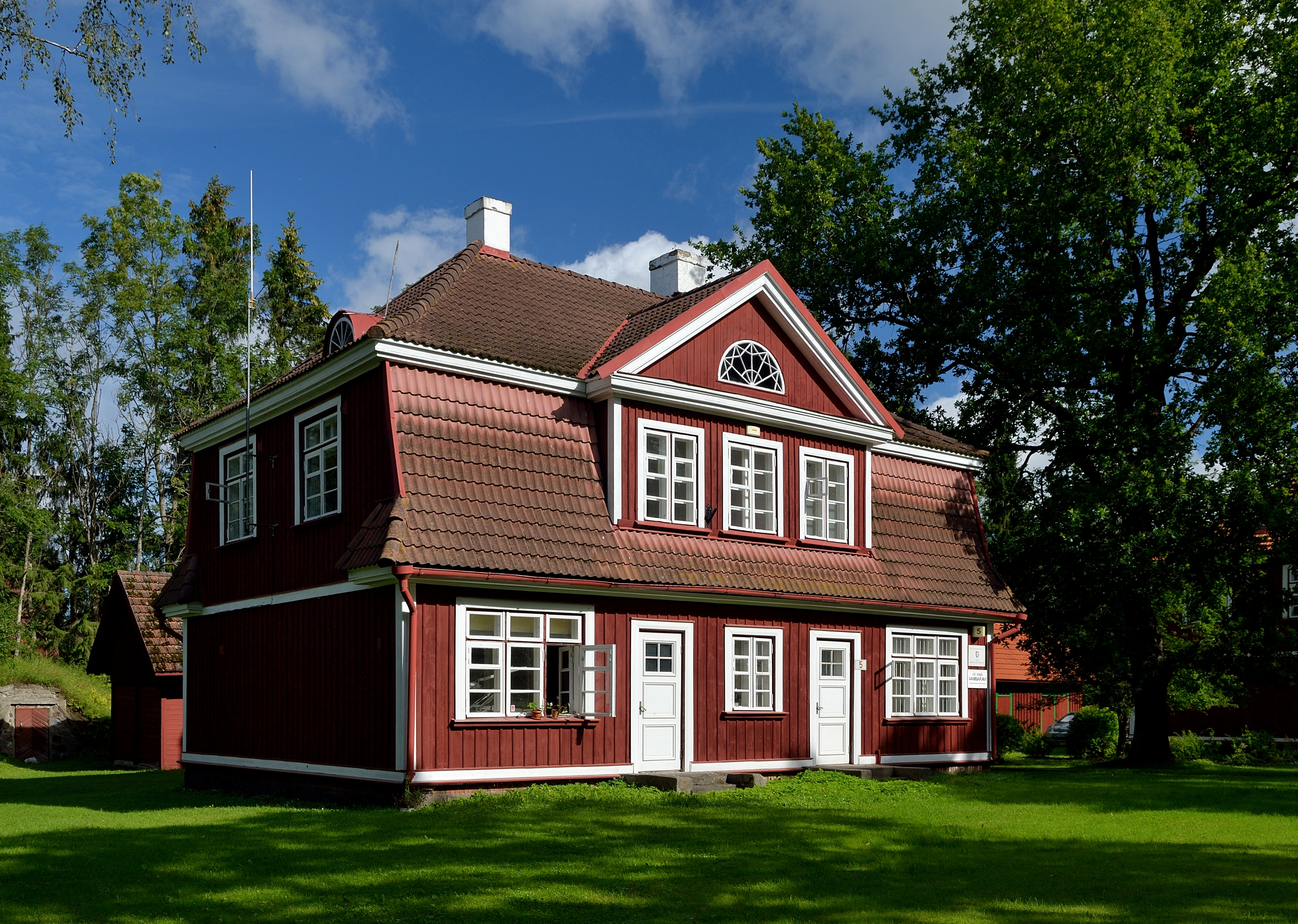
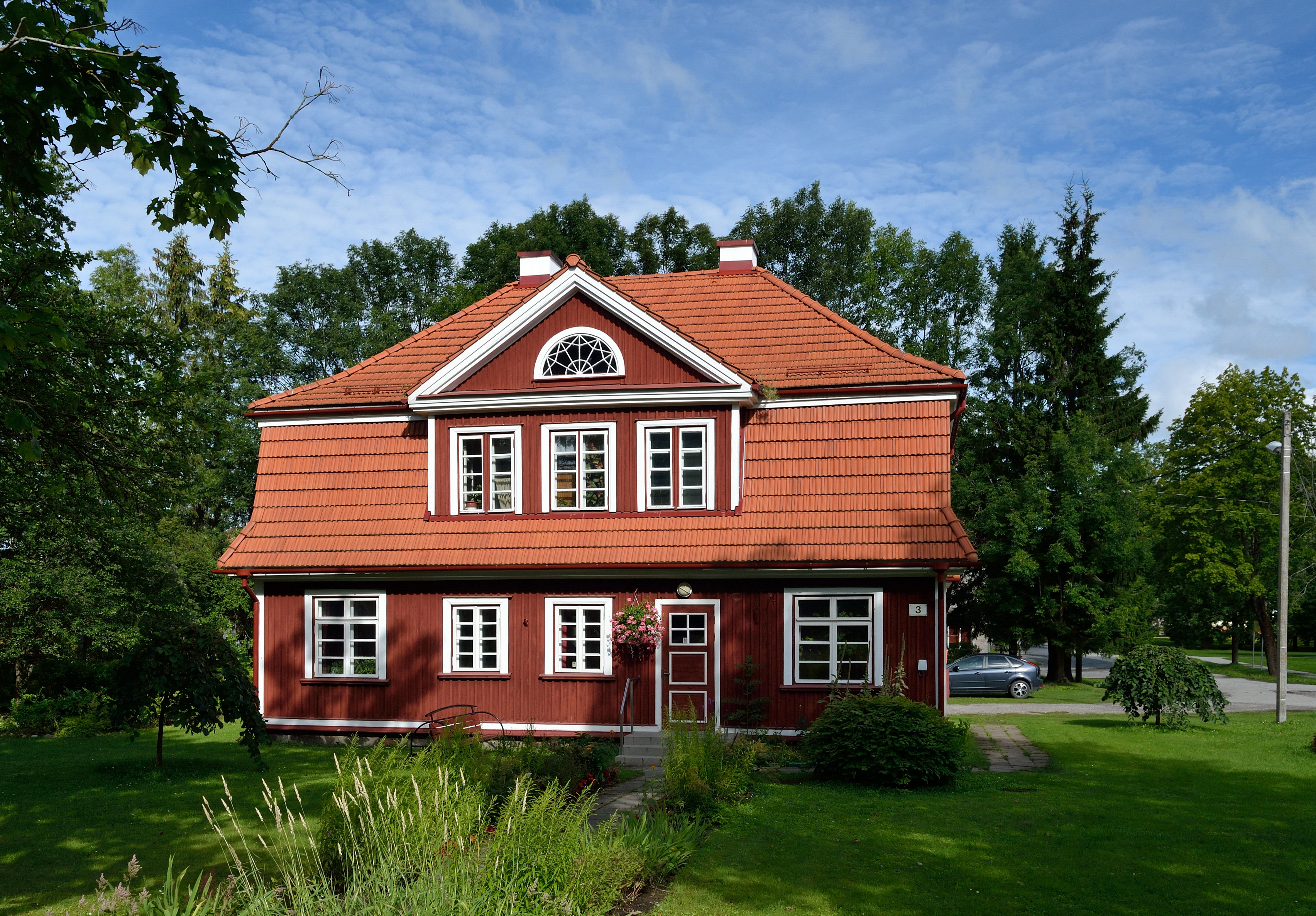
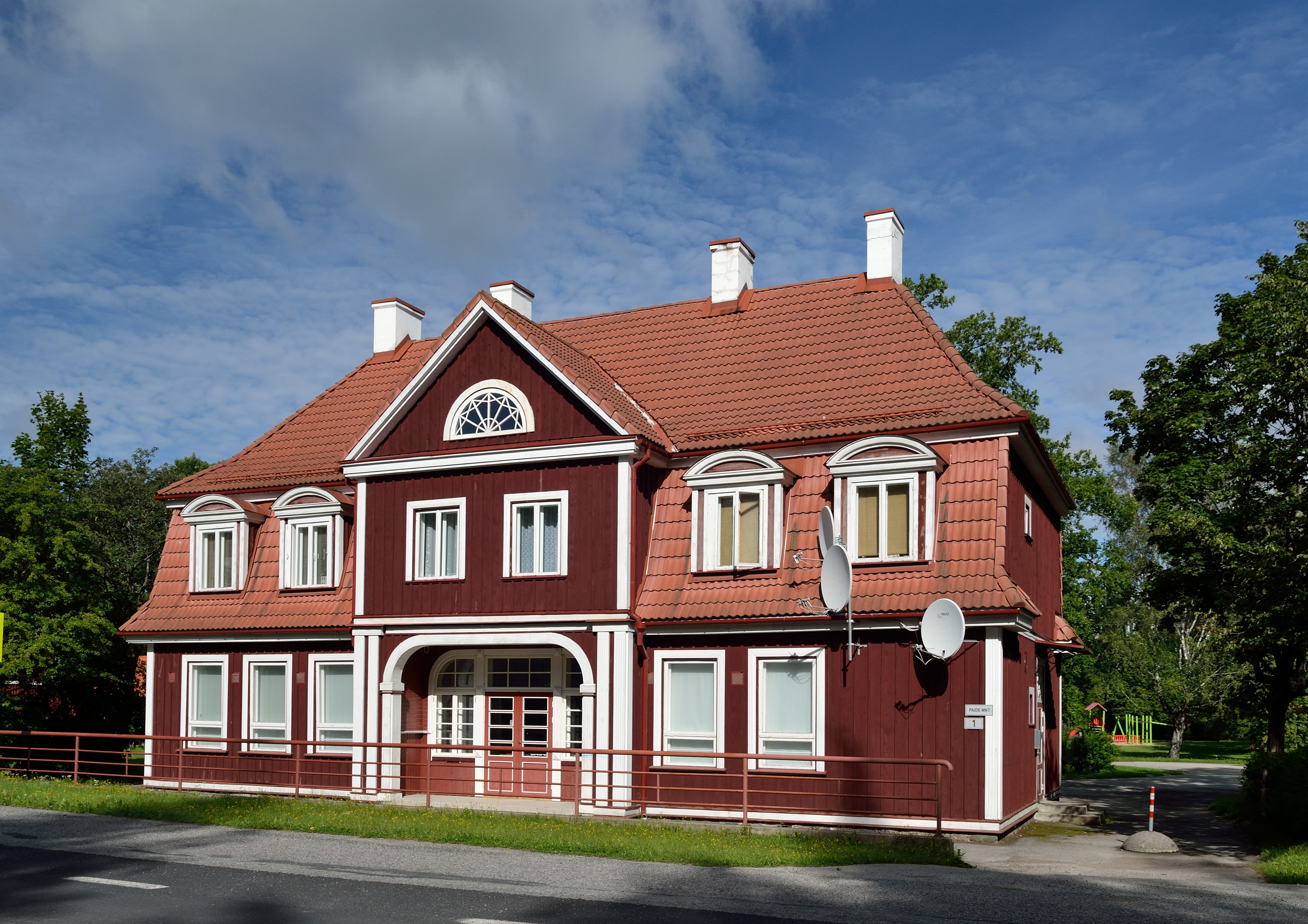
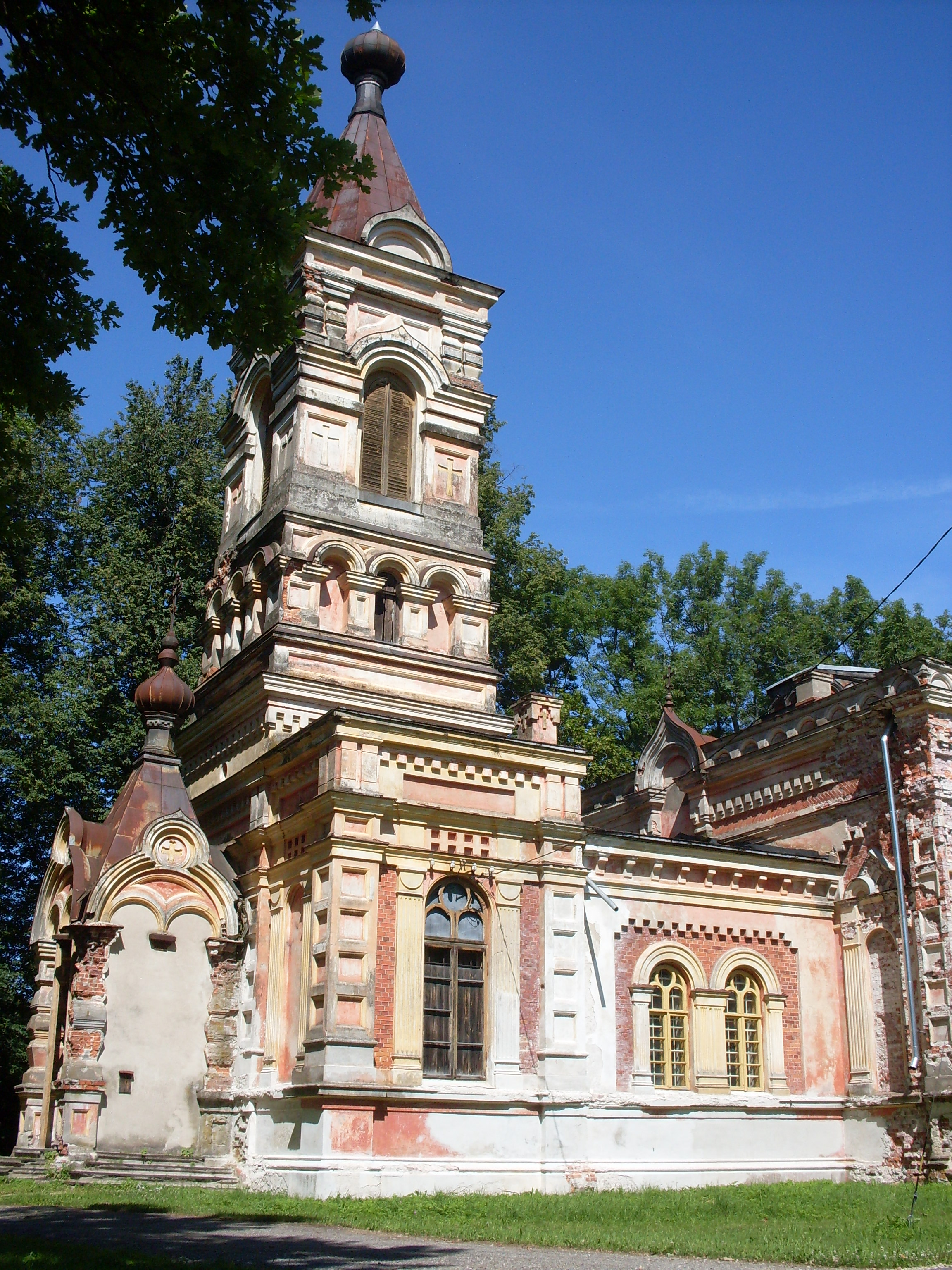